# Airto Moreira
Airto Moreira (Itaiópolis, 5 augustus 1941) is een Braziliaans drummer en percussionist. Hij groeide op in Curitiba en São Paulo. Airto is getrouwd met zangeres Flora Purim, hun dochter Diana Moreira is ook zangeres.
Hij werd bekend als percussionist bij onder andere de jazzrock-formatie Weather Report en als drummer bij Chick Corea.

## Discografie
- Natural Feelings (1970) - One Way Records - Flora Purim, Hermeto Pascoal, Ron Carter en Sivuca.
- Seeds on the Ground (1971) One Way - Purim, Pasocal, Carter, Sivuca, Dom Um Romão, en Severino de Oliveira.
- Weather Report - Weather Report (1971)
- Fingers (1972) Vivid Sound Corp - Purim, David Amaro, Hugo Fattoruso, Jorge Fattoruso en Ringo Thielmann
- Free (1972) CTI Records - met Purim, Chick Corea, Keith Jarrett, Stanley Clarke en anderen.
- Chick Corea - Return to Forever (1972) met Purim en Joe Farrell
- Chick Corea's Return To Forever - Light as a Feather (1972) - en Corea, Purim, Clarke en Farrell
- Virgin Land (1974) - Salvation - Purim, Amaro, Clarke, Alex Blake, Eddie Daniels, Gabriel DeLorme, George Duke, George Marge, Jane Taylor, Kenny Ascher, en Milcho Leviev
- Identity (1975) - Purim, Amaro, Egberto Gismonti, Herbie Hancock, John Heard, John Williams, Luis Johnson, Raúl de Souza, Roberto, Ted Lo en Wayne Shorter
- Promises of the Sun (1976) Arista - Purim, de Souza, Hugo Fattoruso, Milton Nascimento, Novelli, en Toninho Horta.
- Hermeto Pascoal - Slaves Mass (1976) Warner Bros. Records met Purim en de Souza
- I'm Fine, How Are You? (1977) Warner Music Japan - met Fattoruso, de Souza, Ruben Rada en anderen
- Touching You… Touching Me (1979) Warner Music Japan - Purim, Fatturoso, Al Ciner, Alphonso Johnson, Bayette, George Duke, George Sopuch, Herb Alpert, Joe Farrell, Jose Bertrami, Laudir de Oliveira, Manolo Badrena, Marcos Valle, Michael Boddicker, Nivaldo Ornellas, Peter Bunetta, Richard Feldman en The Sweet Inspirations.
- Misa Espiritual:Airto's Brazilian Mass (1984) Harmonia Mundi - Gil Evans, WDR Big Band, WDR Strings, Marcos Silva
- Three-way Mirror (1985) met Purim en Joe Farrell (zijn laatste opname)
- Latino: Aqui Se Puede (1986) Montuno - Purim, Alphonso Johnson, Cachete Maldonado, Donaldo Alias, Frank Colon, Geni da Silva, Giovanni Hidalgo, Jeff Elliot, Farrell, Jorge Dalto, Kei Akagi, Keith Jones, Larry Nass, Laudir de Oliveira, Neves, Rafael Jose, de Souza, Tite Curet Alonso en Tony Moreno.
- Samba De Flora (1988) Montuno - Purim, Johnson, Angel Maldonado, Bruce Bigenho, David Tolegian, Dom Camardella, Alias, Colon, Hidalgo, Eliot, Jill Avery, Farrell, Dalto, Akagi, Jones, Nass, de Oliveira, Luiz Munoz, Michael Shapiro, Jose, Randy Tico, de Souza, Roland Bautista, Rolando Gingras en Moreno
- Struck by Lightning (1989) Venture Records - Purim, Bob Harrison, Chick Corea, Gary Meek, Herbie Hancock, Jose Neto, Junior Homrich, Marcos Silva, Mark Egan, Mike Shapiro, Randy Tico en Stanley Clarke
- Killer Bees (1989) B&W - Purim, Corea, Meek, Hancock, Hiram Bullock, Egan en Clarke
- The Other Side of This (1992) Rykodisc - voor Mickey Harts The World series
- Revenge of the Killer Bees (remix van Killer Bees) (1993) Electric Melt
- Homeless (1999) Melt 2000
- Code: Brasil Target: Recife (1999) Melt 2000
- Life After That (2003) met dochter Diana, vrouw Flora plus Oscar Castro Neves en anderen.
- Stephen Kent Live at Starwood (2005)

Bandleden: Joe Zawinul · Wayne Shorter · Jaco Pastorius · Peter Erskine

Miroslav Vitouš · Eric Gravatt · Alphonse Mouzon · Airto Moreira · Alex Acuña · Manolo Badrena · Dom Um Romão · Alphonso Johnson · Victor Bailey · Omar Hakim · José Rossy
Discografie: Weather Report (1971) · I Sing the Body Electric · Live in Tokyo · Sweetnighter · Mysterious Traveller · Tale Spinnin' · Black Market · Heavy Weather · Mr. Gone · 8:30 · Night Passage · Weather Report (1982) · Procession · Domino Theory · Sportin' Life · This Is This
- Bibsys: 3050334
- Bibliothèque nationale de France: cb13897694b (data)
- CiNii: DA1641408X
- Gemeinsame Normdatei: 134466217
- International Standard Name Identifier: 0000 0001 1511 6207
- Library of Congress Control Number: n85006623
- MusicBrainz: dd2abaa1-0b73-4ded-82ed-c80cce8d6378
- Bibliotheek van het Japanse parlement: 001350364
- Nationale Bibliotheek van Tsjechië: xx0086375
- Nationale bibliotheek van Australië: 40885836
- Nationale Bibliotheek van Israël: 987007334585705171
- Nederlandse Thesaurus van Auteursnamen: 074963244
- Réseau des bibliothèques de Suisse occidentale: 02-A005543341
- Istituto Centrale per il Catalogo Unico: LO1V295319
- Système universitaire de documentation: 161530591
- Trove: 1449623
- Virtual International Authority File: 74038366
- WorldCat: E39PBJktkXhV7YrXfDh6MwPJDq